# Walter Dostal
Walter Adolf Dostal (* 15. Mai 1928 in Grulich, Tschechoslowakei; † 6./7. August 2011 in Wien) war ein österreichischer Ethnologe.
Dostal war von 1975 bis 1996 Universitätsprofessor am Institut für Völkerkunde der Universität Wien und davor Professor (1965–1975) und Dekan (1969/70) an der Universität Bern. Daneben war er der Österreichischen Akademie der Wissenschaften seit 1977 verbunden, wo er 1993 zum „wirklichen Mitglied“ gewählt wurde.
Als seine Spezialgebiete galten die Sozialanthropologie des Nahen Ostens unter besonderer Berücksichtigung der Arabischen Halbinsel, die Theoriegeschichte und Methoden der Sozialanthropologie sowie Cultural History und soziokulturelle Evolution.

## Laufbahn und Forschungen

### Studium und erste Feldforschungen (1948–1964)
Am Ende des Zweiten Weltkrieges zog Dostals Familie nach Wien, wo er sein Studium 1948 in Völkerkunde, Arabistik und Islamwissenschaft an der Universität Wien begann.
Dostal forcierte in seinen Forschungsansätzen für die Rekonstruktion der Kulturgeschichte empirische Methoden unter Zuhilfenahme von archäologischen Zeugnissen und Textbelegen und stand damit im Widerspruch zur Kulturkreislehre, welche damals am Wiener Institut gelehrt wurde und auf Spekulationen beruhte. Daneben wurde Dostal in seinen frühen Jahren durch den DiffusionistenRobert von Heine-Geldern und durch Joseph Henninger geprägt.
Nach seiner Dissertation zu semitischsprachigen Kulturen (1952) begann er seine Feldforschungen auf der Arabischen Halbinsel. Nebenher studierte er 1952 am Päpstlichen Bibelinstitut in Rom. Von 1954 bis 1965 war er als Kurator am Wiener Museum für Völkerkunde für deren Nahost-Abteilung tätig.
Mit seinen ersten Feldforschungen in Kuwait und im Südjemen (späte 1950er bis frühe 1960er Jahre) wurde Dostal zum „weltweit ersten professionellen Sozial- und Kulturanthropologen, der ethnographische Feldforschungen auf der Arabischen Halbinsel durchführte“. 1962/63 wurde Dostal Gastassistent am Frobenius-Institut an der Goethe-Universität Frankfurt am Main. Mit seinen Arbeiten über die Beduinen in Südarabien, mit welchen er sich in seiner Habilitationsschrift (1964) beschäftigte, und seiner Theorie über die Techniken des Kamelreitens und deren Bedeutung für die Evolution der Kamelhaltung in Arabien erlangte Dostal internationale Aufmerksamkeit.

### Lehrtätigkeiten in Bern und Wien (1965–1996)
1965 wurde Dostal zum ersten Lehrstuhlinhaber (Ordinarius) des neu gegründeten Seminars für Ethnologie an der Universität Bern berufen, welches er mit seiner Tätigkeit bis 1975 mitaufbauen half, wobei er 1969/70 Dekan der Philosophischen Fakultät war. Während dieser Zeit führte er Feldforschungen in Nordjemen durch, deren Resultate in seinem Buch Markt von San'a (1979) und in Artikeln zur tribalen Organisation publizierte. Zur gleichen Zeit „schuf er ein umfangreiches Gesamtwerk ethnographischer Dokumentarfilme zu Südarabien“.
Zu dieser Zeit wendete sich Dostal den neuen Thematiken in der Anthropologie zu, wie etwa den Rechten indigener Ethnien in Nord- und Südamerika. Auch veröffentlichte er als einer der ersten männlichen deutschsprachigen Anthropologen Arbeiten mit Gender-Thematik.
1975 übernahm Dostal den Lehrstuhl am Institut für Völkerkunde an der Universität Wien, den er bis 1996 innehatte. Er initiierte in dieser Zeit den organisatorischen wie auch wissenschaftlichen Ausbau des Völkerkunde-Institutes und forcierte die Beforschung muslimischer Gesellschaften.

### Tätigkeiten an der Österreichischen Akademie der Wissenschaften
1977 wurde er zum korrespondierenden Mitglied der philosophisch-historischen Klasse der Österreichischen Akademie der Wissenschaften (ÖAW) gewählt. Er gründete in dieser Zeit an der Akademie durch die Zusammenlegung der Ethnologischen mit der Arabischen Kommission die Kommission für Sozialanthropologie, welche der Grundstein für das heutige Institut für Sozialanthropologie bildete und welches er bis 2003 leitete. Dostal setzte sich für „zeitgemäße, empirische Feldforschungen in den Ländern des Himalaya, in Tibet und in Südostasien“ ein. Dostal wurde 1993 zum wirklichen Mitglied der philosophisch-historischen Klasse der Österreichischen Akademie der Wissenschaften gewählt.

## Rezeption im deutschsprachigen Raum
Dostal galt im Bereich der Ethnologie bzw. der Sozial- und Kulturanthropologie im deutschsprachigen Raum als einer ihrer wichtigsten Vertreter. Er prägte sein Fach im letzten Viertel des 20. Jahrhunderts durch seine Tätigkeiten an der Österreichischen Akademie für Wissenschaften und seine Lehrtätigkeiten an der Universität Bern und Wien entscheidend. So half er durch seine Forschungen und Tätigkeiten der Disziplin im deutschsprachigen Raum nach dem Zweiten Weltkrieg, sich neu und internationaler zu orientieren. Er befasste sich mit den Fragen der soziokulturellen Evolution und verband die Theorieansätze der Ethnologie mit empirischer Datenerhebung.
Durch seine Feldstudien in arabischen und nahöstlichen Gesellschaften erhielt Dostal internationale Bekanntheit und galt als führender Experte für die Arabische Halbinsel. Er befasste sich mit nomadischen Gruppen in Kuwait und Südarabien und im Mittelpunkt seines Interesses standen nordost-osmanische und jemenitische Bauern, hadramitische Handwerker sowie die städtischen und bäuerlichen Marktstrukturen der Region.
Zu Walter Dostals Schülerinnen und Schülern zählt u. a. Andre Gingrich.
Dostal wurde am Wiener Zentralfriedhof bestattet.

## Veröffentlichungen (Auswahl)
- Ein Beitrag zur Frage des religiösen Weltbildes der frühesten Bodenbauer Asiens. In: Archiv für Völkerkunde. Band 12, 1957, S. 54–109.
- Der Markt von San`a`. 1979. Österreichischen Akademie der Wissenschaften, Veröffentlichungen der Arabischen Kommission 1 = Sitzungsberichte der phil.-hist. Kl. 354. Wien.
- Towards an Ethnographic Atlas of Arabia. 1979. Proceedings of the Seminar for Arabian Studies vol. 9: S. 45–52.
- Ethnographic Atlas of `Asîr. Preliminary Report. 1983. With contributions by A. Gingrich and J. Riedl. Österreichische Akademie der Wissenschaften, phil.-hist. Kl., Sitzungsberichte 406. Wien.
- Egalität und Klassengesellschaft in Südarabien. Ein Beitrag zur sozialen Evolution. 1985. Wiener Beiträge zur Kulturgeschichte und Linguistik XX.
- Eduard Glaser-Forschungen im Yemen. Eine quellenkritische Untersuchung in ethnologischer Sicht. 1990. Österreichische Akademie der Wissenschaften, Veröffentlichungen der Arabischen Kommission Nr. 4, Sitzungsberichte der phil.-hist. Kl. 545. Wien.
- Silence in the Darkness. An Essay on German Ethnology during the National Socialist Period. (1994). Social Anthropology / Anthropologie Sociale, vol. 2, part 3 (Oct. 1994): S. 251–262.
- L’univers du Mashreq. Essais d’anthropologie. 2001. Éditions de la Maison des Sciences de l’Homme. Paris.
- Von Mohammed bis al-Qaida. Einblicke in die Welt des Islam. 2008. Passagen, Wien

## Auszeichnungen
- 1964 Kardinal-Innitzer-Preis
- 1978 Österreichisches Ehrenkreuz für Wissenschaft und Kunst I. Klasse
- Wahl zum wirklichen Mitglied der Österreichischen Akademie für Wissenschaften (1993)
- 1993 Goldenes Ehrenzeichen für Verdienste um das Land Wien
- 1998 Bent of Honour for Merits deserved on the Research on Culture and Art, Republik Jemen

Quelle: